# Dumenza
Dumenza é uma comuna italiana da região da Lombardia, província de Varese, com cerca de 1.326 habitantes. Estende-se por uma área de 18 km², tendo uma densidade populacional de 74 hab/km². Faz fronteira com Agra, Curiglia con Monteviasco, Luino, Maccagno, Veddasca.

## Demografia
| Variação demográfica do município entre 1861 e 2011                               |
|                                                                                   |
| Fonte: Istituto Nazionale di Statistica (ISTAT) - Elaboração gráfica da Wikipedia |